# Großdietmanns
Großdietmanns è un comune austriaco di 2 240 abitanti nel distretto di Gmünd, in Bassa Austria; ha lo status di comune mercato (Marktgemeinde).